# Tanah Merah
Tanah Merah (Jawi: تانه ميره) es uno distrito y también ciudad localidad de Malasia, en el estado de Kelantan.
Se encuentra a 24 m sobre el nivel del mar. 

## Demografía
Según estimación 2010 contaba con 28565 habitantes.